# Mitsuteru Watanabe
Mitsuteru Watanabe (渡辺 光輝 Watanabe Mitsuteru?, nacido el 10 de abril de 1974 en Shizuoka) es un exfutbolista japonés. Jugaba de defensa y su último club fue el Yokohama FC de Japón.

## Trayectoria

### Clubes
| Club           | País  | Año         |
| -------------- | ----- | ----------- |
| Kashiwa Reysol | Japón | 1997 - 2003 |
| Gamba Osaka    | Japón | 2004 - 2005 |
| Yokohama FC    | Japón | 2006        |

## Palmarés

### Títulos nacionales
| Título         | Club           | País  | Año  |
| -------------- | -------------- | ----- | ---- |
| Copa J. League | Kashiwa Reysol | Japón | 1999 |
| J1 League      | Gamba Osaka    | Japón | 2005 |
| J2 League      | Yokohama FC    | Japón | 2006 |